# Lipence
Lipence (německy Lipenetz) jsou městská čtvrť a katastrální území v Praze, tvořící území městské části Praha-Lipence. Je zde evidováno 58 ulic, přibližně 900 čísel popisných a 900 čísel evidenčních. Žije zde přes tři tisíce obyvatel.
Lipence leží větší částí území na nivě na pravém břehu Berounky v západní části nejjižnějšího výběžku Prahy. Na východě a severovýchodě sousedí s pražskou čtvrtí Zbraslav, na severozápadě a západě tvoří Berounka hranici s Radotínem a Černošicemi, na jihu sousedí s lesními partiemi katastrálního území obce Jíloviště na severním úbočí vrchu Kopanina (Brdská vrchovina), známějšího pod názvem Cukrák.
V poslední době se do této části Prahy stěhuje stále více lidí, zvláště mladších rodin, a probíhá výstavba rodinných domků, silně využívány jsou i rekreační objekty v chatových osadách, z nichž nejznámější je osada Kazín u stejnojmenného skalního ostrohu u Berounky. Důvodem přílivu obyvatel i rekreantů je kromě nižších cen méně narušené prostředí, nezastavěné přírodní plochy i blízkost lesů (severní část Brd – Hřebeny) i relativně nespoutaná Berounka.

## Historie

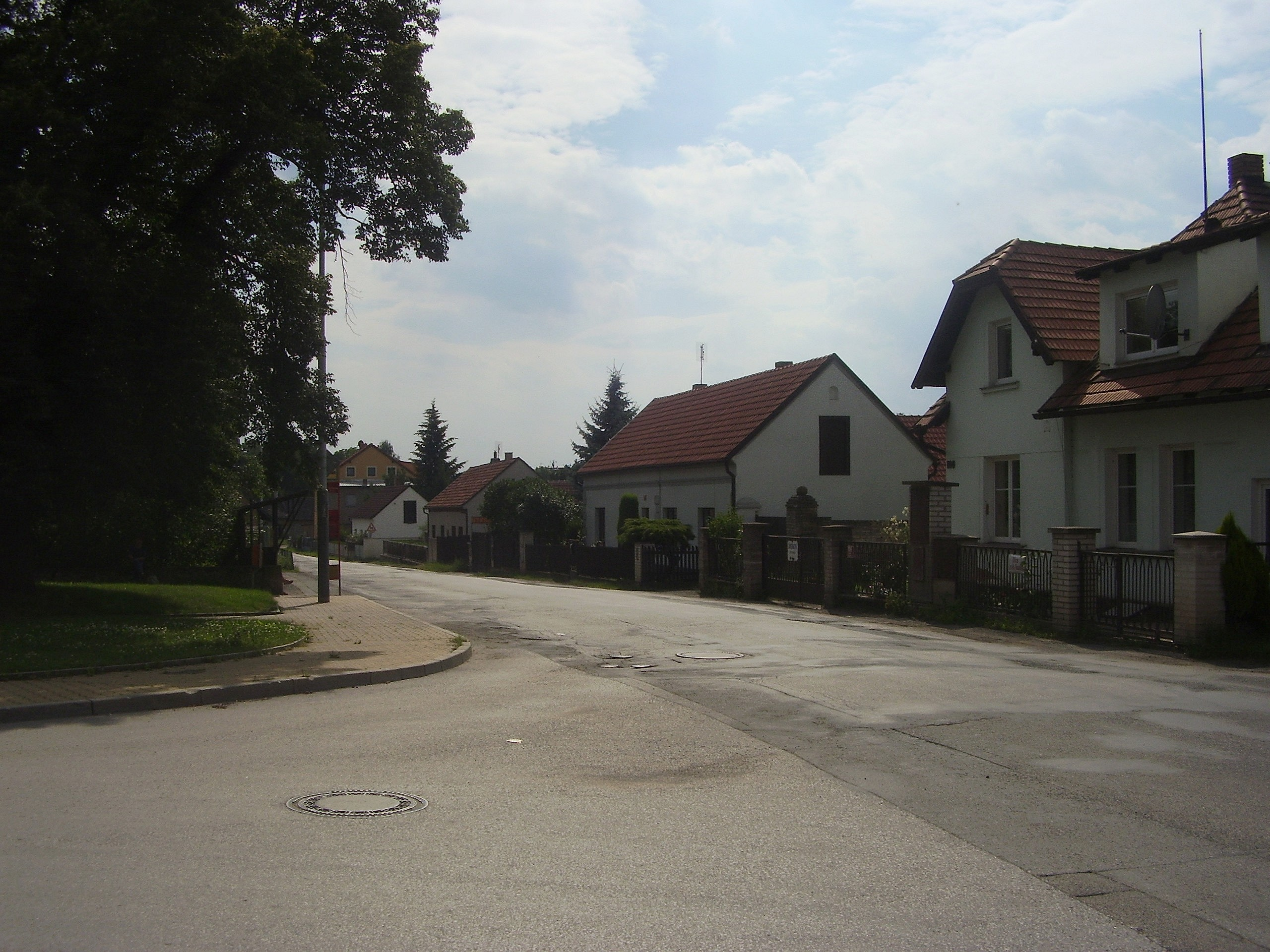
Křižovatka U Kapličky

První záznamy o části Lipany pocházejí z roku 1115, kdy český kníže Vladislav I. daroval právě zakládanému kladrubskému benediktinskému klášteru lipanského poddaného jménem „Ten“ („Těn“) i s pozemkem. Část obce, zvaná Lipenec (Lipenetz, Lipence), patřila nejprve ostrovskému klášteru, záznam z roku 1268 už o ní píše jako o majetku biskupství pražského, které ji patrně získalo směnou nedlouho předtím. V roce 1292 daroval král Václav II. osady Lipenec a Lipany nově založenému cisterciáckému klášteru Aula Regia ve Zbraslavi. Jemu po většinu doby patřily až do reforem v roce 1785, kdy se staly majetkem Náboženského fondu. Pak vystřídaly několik majitelů.
Základ dnešní obce Lipence vznikl v polovině 19. století spojením dvou historických obcí, obce Lipenec (včetně osady „pod Kyjovem“) a obce Lipany s panským hospodářským dvorem. Nějakou dobu patřila k Lipencům i osada Báně (ta se dnes jmenuje Baně, patří ke Zbraslavi a je od Lipenců odříznuta dálnicí D4) a osada Lhotka, dnes již zaniklá (připomíná ji název ulici či spíše celé chatové osady Na Lhotkách, v jižní části území městské části). Dodnes jsou součástí Lipenců Dolní Černošice (původně “Na Bluku”) a rekreační oblast Kazín.
Roku 1950 byla obec Lipany sloučena s obcí Lipence do obce Lipence v tehdejším okrese Praha-jih. V roce 1974 byly Lipence zákonem č. 31/1974 Sb. připojeny z okresu Praha-západ k obvodu Praha 5 hlavního města Prahy.
Znak a prapor mají Lipence od roku 2003. Naznačené čtvrcení má symbolizovat čtyři historické části území Lipenců: Lipenec, Lipany, Bluk (dnešní Dolní Černošice) a Kazín.
K 24. června 2014 byly hromadně pojmenovány ulice v rekreační oblasti kolem Kazína většina chat a budov však má stále registrovány původní adresy s názvem „Kazín“.

## Území

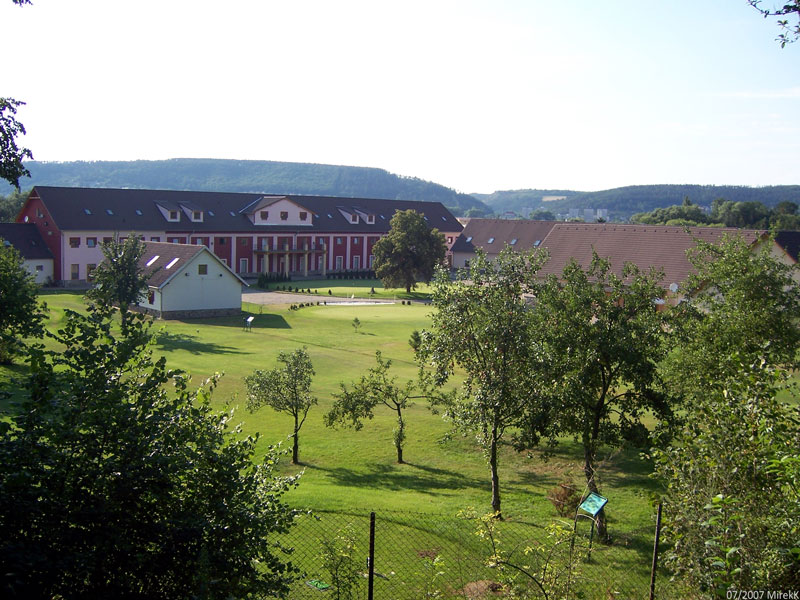
Golfové hřiště v lokalitě Buda na severním okraji Lipenců

Samotná původní vesnice Lipence leží podél ulice Jílovišťské, Lipany podél ulice Černošické (nejzápadněji, u otočky autobusu, do cca do roku 2010 stál bývalý panský dvůr Lipany). Dnes se zástavba táhne i podél ulice Josefa Houdka (lokalita Pod Kyjovem). V blízkosti hlavní ulice je kaple, úřad městské části a restaurace U Lišků, nedaleko mateřská a základní škola i pošta. Ze Smíchova a Zbraslavi sem jezdí už od konce 70. let autobusová linka 241 ze Smíchova přes Zbraslav. Jižně od Černošické ulice je čtvrť novějších vilek a rodinných domků.
V severovýchodní části katastrálního území Lipence, v lokalitě Buda, ve značné vzdálenosti od vlastní zástavby Lipenců, je u silničky „K Radotínu“, která tvoří hranici Lipenců a Zbraslavi a vede od zbraslavského Peluňku do Radotína, rozsáhlý areál, původně zemědělský, který je dnes znám jako Velkotržnice Lipence. Tato tržnice byla založena v roce 1991 a je zaměřena na velkoobchod s rychle se kazícím zbožím, potravinami, suchými plody, rybami a plody moře, květinami a podobně. V blízkosti velkotržnice je golfové hřiště. V prostoru se nachází také areál jezera, které slouží jako veřejné koupaliště.

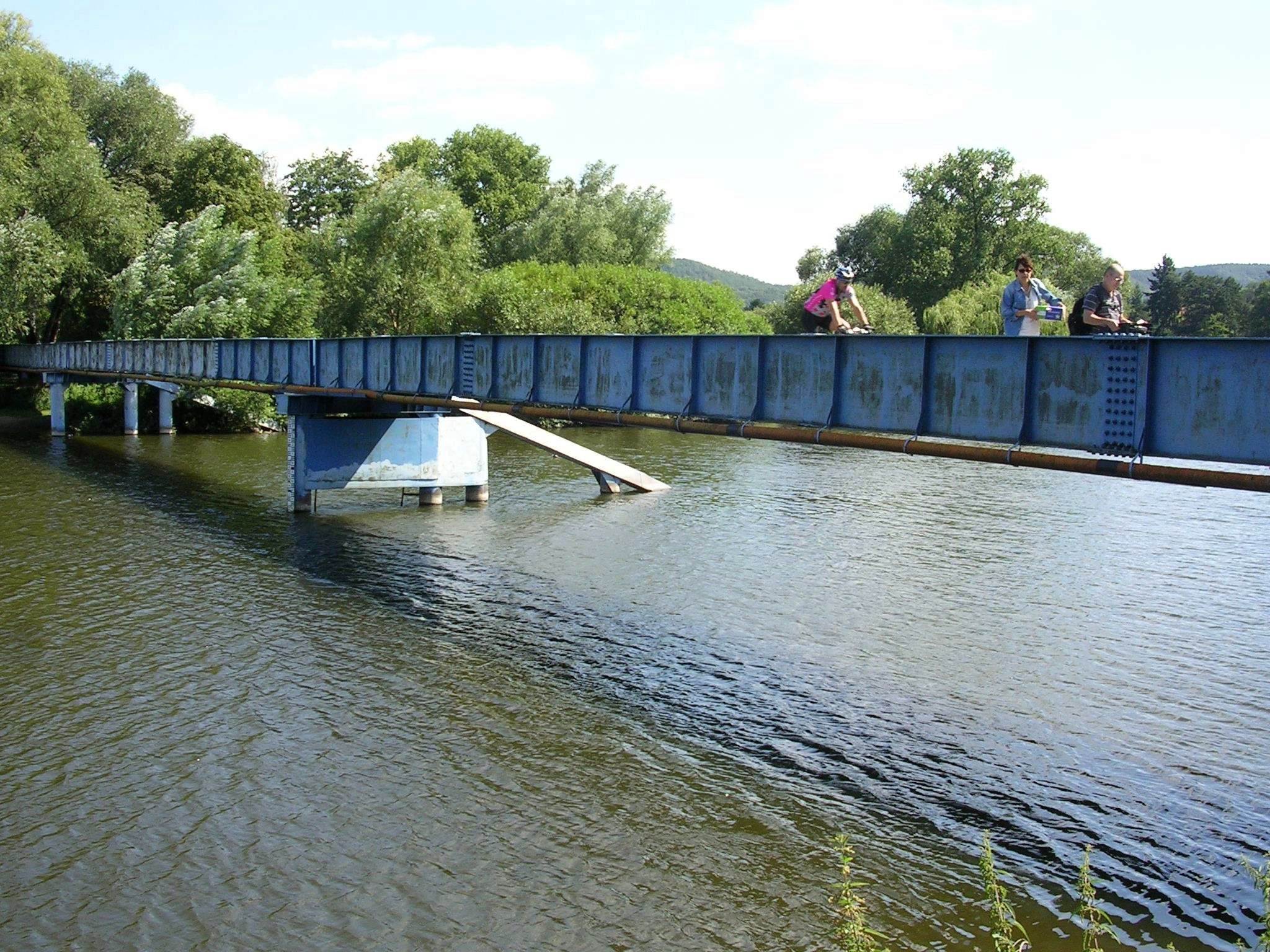
Lávka přes Berounku spojující Dolní Černošice (osada Lipenců) s městem Černošice

Podél Berounky je rozsáhlý, asi kilometr široký a přes tři kilometry dlouhý nezastavěný pás luk v záplavovém pásmu, na mapě pojmenovaných pomístními názvy Buda, U pěšinky, U topolů, Na Vystrkově, V hlavách, Na stavidlech, Pod oborou, Na ovčácké, Na ohradě, Na drahách, Na kamení a Jesemanka. Od vsi Lipence jej odděluje Lipanský potok, tekoucí při severním okraji zástavby směrem ke Krňáku, slepému rameni Berounky ve Zbraslavi.

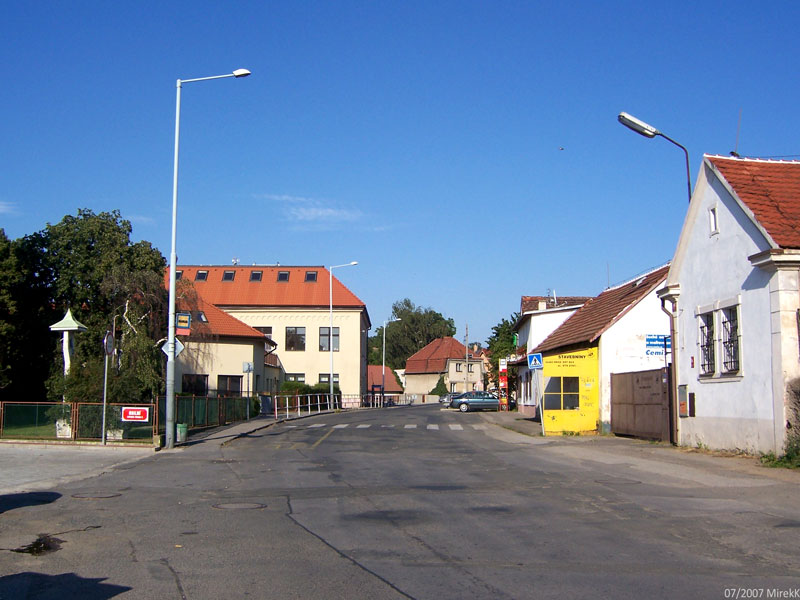
Centrum městské části Lipence – ulice Černošická

V západní části katastrálního území Lipence, obklopeny obloukem Berounky, leží Dolní Černošice (původně nazývané Bluk nebo Na Bluku), jejichž jádrem je Blukský mlýn, ostatní zástavba má převážně charakter chatové osady. Z Dolních Černošic vede přes řeku lávka pro pěší a cyklisty k železniční zastávce do města Černošice. Několik původních zemědělských usedlostí Dolních Černošic se nachází asi půl kilometru severovýchodně od chatové části.
Jižní část katastrálního území Lipenců je chatovou oblastí. Pás domků a pak jižněji již jen chat je roztroušen podél Jílovišťské ulice, vedoucí z centra Lipenců směrem k vrcholu Cukráku, poblíž něhož na samé hranici území Prahy-Lipenců s územím Jíloviště navazuje ulice mimoúrovňovou křižovatkou na Strakonickou výpadovku (silnici I/4) a na jižní konec řídké zástavby zbraslavských Baní.
Pás chatových osad je podél jižní hranice Lipenců, souběžně s okrajem lesů brdských Hřebenů. Tyto lokality se označují názvy Na Lhotkách, Údolí Hvězd a Obsiny a plynule navazují na chatovou osadu Kazín u břehu Berounky, s výletní restaurací Tornádo a dále pak na známou osadu Pumpahoma s restaurací zvanou U Kubíčků. V těsné blízkosti, avšak již těsně mimo území Lipenců, je zajímavý skalní ostroh, kam legendy umístily sídlo kněžny Kazi. Od Kazína jezdil přes Berounku přívoz do osady Pod Kazínem v Černošicích-Dolních Mokropsech. Nedávno byl však zakázán. Přívoz Kazín je od 2019 až do odvolání mimo provoz. Poslanecká sněmovna Parlamentu ČR vyřadila ze zákona Berounku jako vodní cestu

## Turistické trasy
Po západním okraji území Lipenců vede z Černošic přes Dolní Černošice do Kazína žlutě značená pěší turistická trasa č. 6015 k Cukráku. Při severním okraji obce vede mezi Zbraslaví a Radotínem červeně značená pěší trasa č. 0001, po níž vede evropská dálková trasa E 10 a Svatojakubská cesta I  24.
Ze Zbraslavi přes Peluněk, staré Lipence a Dolní Černošice vede cyklistická trasa Pražské kolo (č. 8100, nově A50), u Peluňku z ní odbočuje podél velkotržnice do Radotína cyklotrasa A11, ve Zbraslavi a v Radotíně se tyto cyklotrasy napojují na páteřní trasy A1 a A2 podél Vltavy a Berounky. Dálková cyklotrasa č. 3 vedla původně z Radotína do Černošic přes Lipence, v budoucnu však má zůstat na levém břehu Berounky a do Lipenců vůbec nezajíždět.